# Syslík
Syslík (285 m n. m.) je vrch v okrese Louny Ústeckého kraje. Leží asi 0,5 km západně od vsi Třtěno na jejím katastrálním území.

## Geomorfologické zařazení

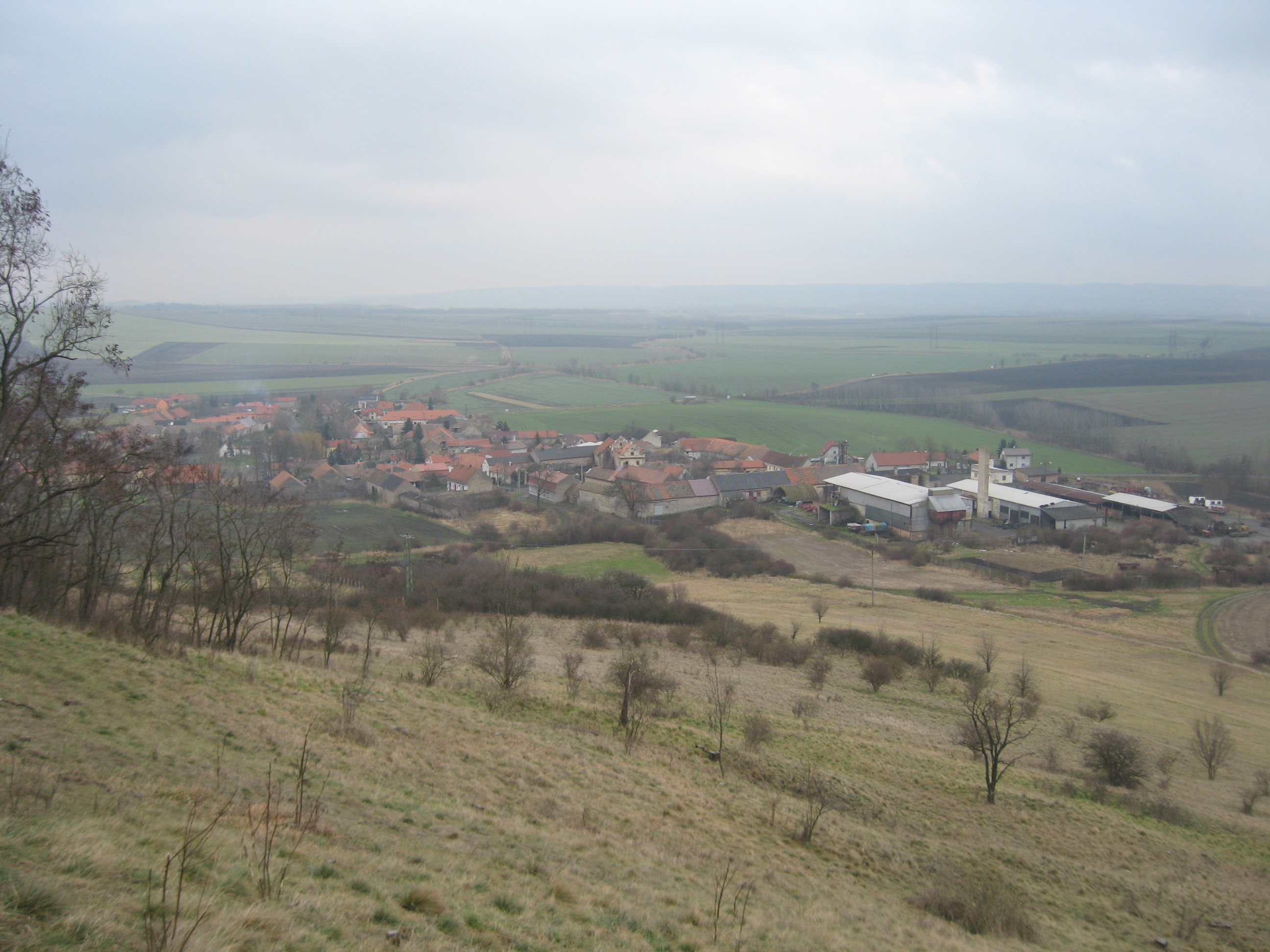
Pohled na Třtěno ze Syslíku

Geomorfologicky vrch náleží do celku Dolnooharská tabule, podcelku Hazmburská tabule, okrsku Klapská tabule a podokrsku Hnojnická tabule.